# فرانسیس چیچستر

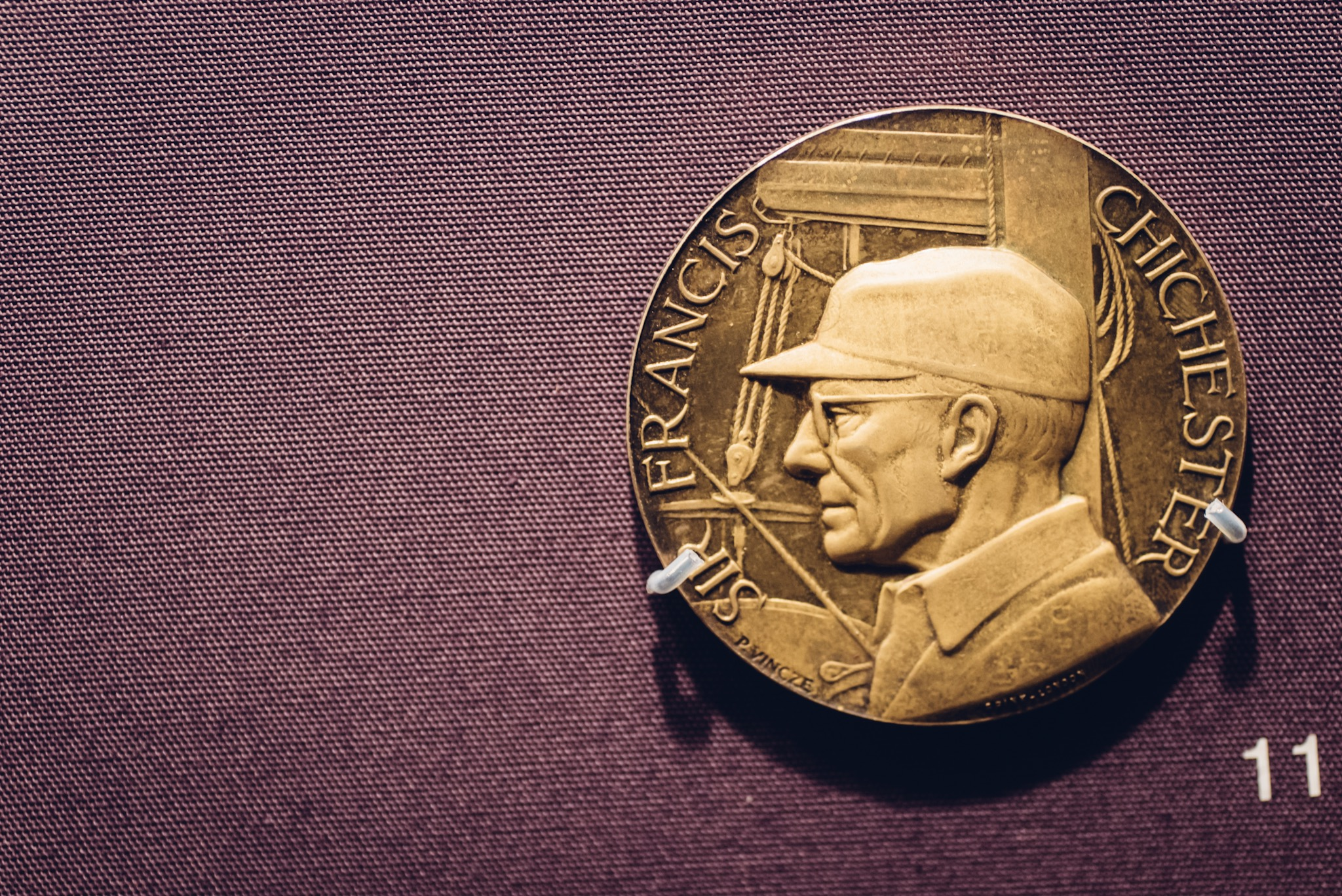
رخ‌نگارهٔ فرانسیس چیچستر بر مدال سینه

سر فرانسیس چیچستر (به انگلیسی: Francis Chichester) (زاده ۱۹۰۱-مرگ ۱۹۷۲) هوانورد و دریانورد انگلیسی بود. او نخستین کسی است که به تنهایی با قایق بادبانی کره زمین را دور زد.